# Nanosialis bashkuevi

Nanosialis bashkuevi (лат.) — ископаемый вид насекомых рода из семейства Nanosialidae отряда верблюдки. Пермский период. Россия (Вологодская область, Poldarsa Formation, около 255 млн лет). Один из древнейших видов отряда.

## Описание
Мелкие насекомые, длина заднего крыла 4,4 мм. Жилка MP1 4-разветвлённая. CuA с терминальной вилкой. Отличается более крупными размерами и более обильным жилкованием. Ячейка 1mp длинная. Птеростигма треугольная, без отчётливых прожилок сравнительно длинная, затемнённая. Анальная лопасть составляет около ≈1/2 общей длины крыла и содержит две анальные жилки. Поперечная жилка ir1 находится у основания птеростигмы. Жилка rp-ma отсутствует.  Вид был впервые описан в 2013 году российским энтомологом Дмитрием Щербаковым (Палеонтологический институт РАН, Москва) и назван в честь палеоэнтомолога Алексея Башкуева.